# Negoziazione operativa
Per negoziazione operativa si intende un metodo di intervento nei casi di reati nei quali siano presenti ostaggi, mediante l'intervento di figure specializzate a trattare la liberazione degli stessi.
Alcuni studiosi fanno risalire l'inizio delle ricerche sulla diversa possibilità di gestire le situazioni di crisi in presenza di ostaggi ad un episodio verificatosi a Monaco nel settembre del 1972, quando alcuni terroristi palestinesi presero in ostaggio 11 atleti israeliani che stavano partecipando alle manifestazioni olimpioniche. In quella occasione le richieste avanzate dai terroristi furono respinte e la polizia di Monaco decise per l'intervento armato. A seguito dello scontro a fuoco così sviluppatosi e durato circa un'ora e mezza, morirono 17 persone: 1 poliziotto, 5 degli 8 terroristi e tutti gli 11 ostaggi . L'episodio, già di per sé violento e tragico, ebbe una risonanza ancora maggiore per via del contesto nel quale venne a svilupparsi ed indusse molti paesi a riconsiderare il ruolo delle forze di polizia nella gestione di questo tipo di crisi.
Sin dal gennaio del 1973 si cominciarono ad elaborare negli Stati Uniti programmi per il recupero degli ostaggi attraverso l'uso di team specializzati e, per la prima volta, si cominciarono a dotare questi gruppi specializzati non solo di armi idonee al particolare impiego, ma anche di un membro della polizia addestrato alla negoziazione con i sequestratori . Harvey Schlossberg, psicologo della polizia, per primo curò i programmi di addestramento di questi gruppi che riscossero particolare interesse anche da parte dell'FBI che, a sua volta, sviluppò il SOARU (Special Operations and Research Unit), una nuova unità altamente specializzata il cui compito era quello di formare i negoziatori. In pochi anni questa nuova figura fu inserita in un numero sempre maggiore di reparti della polizia degli Stati Uniti e successivamente anche nel nord Europa ed in altri Paesi del mondo.
Tra i diversi casi di reati con presenza di ostaggi, ne sono stati evidenziati e studiati due (Ciro Guida, La cultura negoziale) che si manifestano con maggiore frequenza e la cui risoluzione meglio si presta all'impiego di un team del negoziatore:

## I tipi di negoziazione
- il caso di emergenza
- lo stato di crisi

### Negoziazione in caso di emergenza
Nella negoziazione in caso di emergenza il sequestro di persona è solo occasionale, in quanto l'azione delinquenziale nasce con finalità diverse e nel nostro Paese è sicuramente quello che si manifesta con maggiore frequenza. È la circostanza in cui i rapinatori non possono uscire dal luogo in cui stanno commettendo la rapina per il tempestivo intervento delle forze dell'ordine e si trovano quindi, da rapinatori a trasformarsi in sequestratori (ma potrebbe a questo, essere anche assimilato il caso della rivolta in carcere). In questi casi, sebbene le motivazioni che spingono all'azione criminale siano diverse e così pure le finalità che si propongono, il delinquente non ha come obiettivo primario dell'azione il prendere un ostaggio ed anzi, questo può talvolta rappresentare un impaccio. La presenza casuale e non premeditata degli ostaggi si riflette non poco sulle necessità ma anche sulle opportunità del sequestratore. Infatti, se da un lato gli ostaggi rappresentano necessità che devono essere gestite, è anche vero che sono il mezzo attraverso il quale il sequestratore può ottenere il raggiungimento dei suoi scopi. Ugualmente, dal punto di vista del negoziatore, l'ostaggio rappresenta la possibilità di fare concessioni al sequestratore e quest'ultimo, deve sapere di non poter chiedere nulla senza concedere qualcosa in cambio.

### Negoziazione in stato di crisi
Nella negoziazione in stato di crisi è delineata una situazione sociale ben diversa, agitata da forti tensioni politico-religioso-economiche, con stati di tensione dell'ordine pubblico, magari imponenti manifestazioni di piazza. In occasioni di questo genere, tipiche della nostra società degli anni '70, ma per altri versi molto vicine ad alcune fenomenologie dei giorni nostri, è possibile che frange di dissidenti compiano azioni terroristiche che comprendono il sequestro di persona con molteplici scopi: ottenere la liberazione di compagni di lotta, fare rivendicazioni politiche, ottenere pubblicità per il movimento cui appartengono e così via. Di notevole rilevanza è l'aspetto della negoziazione interculturale in caso di crisi di ostaggi detenuti da gruppi politici o religiosi estremisti.

#### Le competenze del negoziatore in stato di crisi
Secondo Strentz, i meccanismi da attivare nella negoziazione in stato di crisi sono quelli delle abilità di ascolto attivo. Il processo di ascolto attivo è multiforme e non è necessario utilizzarli tutti. Esempi di tecniche sono:
1. I Minimal Encouragers come: Quando? Veramente. Oh. Poi. Che cosa?
2. Domande a risposta aperta: non sollecitare o incoraggiare risposte di tipo sì e no.
3. Ripeti le ultime parole che hanno detto.
4. Etichettatura emotiva: dì loro come suonano, arrabbiati, depressi, ecc.
5. Parafrasare riaffermando ciò che hanno detto in un senso più morbido. Invece di ripetere la minaccia, considera l'idea di dire che qualcuno potrebbe essere ferito. Il nostro governo lo ha fatto alla fine della seconda guerra mondiale, quando il nostro dipartimento della guerra è stato ribattezzato il nostro dipartimento della difesa. Stesse persone; stessa missione, ma una versione più morbida di quella verità.
6. "i messaggi Io" - messaggi come "Mi sento a disagio quando parli in questo modo."
7. Effetto pause; aspetta. Tollera il silenzio.
8. Riassumi ciò che hanno detto.[3]

L'importanza delle capacità di ascolto attivo nella negoziazione in stato di crisi viene enfatizzata anche dalla Harvard Law School nel suo Program on Negotiation dedicato alla risoluzione negoziata dei conflitti.